# My Travel
MyTravel var en av världens största researrangörer. I juni 2007 slogs MyTravel Group ihop med Thomas Cook AG och de skandinaviska delarna blev i maj 2008 överförda till det nya bolaget Thomas Cook Airlines Scandinavia.
My Travel grundades i mitten på 1990-talet av David Crossland som då startade charterbolaget Airtours plc. 1996 köpte Airtours SAS Lesiure Group (SLG) som då bland annat innehöll resebolagen Vingresor (numera Ving), Always, Gate Eleven, Spies, Tjaereborg och from 1999 även Bridge Travel. SAS Leisure Group blev då ett helägt dotterbolag till Airtours och namnet ändrades till Scandinavian Leisure Group. År 2001 namnändrades Airotours plc namn till MyTravel Group. Scandinavian Leisure Group (som tidigare hetat Scanair och Premiair) blev då MyTravel Northern Europe. MT Northern Europe innefattar verksamheten i de nordiska länderna samt Holland. MyTravels eget flygbolag hette MyTravel Airways. 
Mytravel Northern Europe (My Travel Airways) hade en flotta på 11 flygplan.
- 3 stk. Airbus A330-300 Medel/långdistans 405/408 passagerare

- 1 stk. Airbus A330-200 Långdistans 360 passagerare

- 5 stk. Airbus A321 Medeldistans 211 passagerare

- 2 stk. Airbus A320 Medeldistans 177